# Robert Ransom jr.
Robert Ransom, Jr. (Warren County (North Carolina), 12 februari 1828 - New Bern (North Carolina), 14 januari 1892) was net zoals zijn broer Matt W. Ranson een generaal die vocht in de Amerikaanse Burgeroorlog.

## Beginjaren
Robert Ransom, Jr. Werd geboren als zoon van Robert Ransom, Sr. en Priscilla Whitaker Ransom. Hij studeerde in 1850 af aan de United States Military Academy te West Point (New York). Ransom ging op 1 juli 1850 bij het 1e regiment dragonders. In 1850-1851 volgde hij een opleiding aan de school voor cavalerie Carlisle Barracks te Carlisle (Pennsylvania).
Op 9 oktober 1851 werd hij bevorderd tot tweede luitenant en van 1851 tot 1854 bewaakte hij de grens van New Mexico. Ransom trouwde in 1854 met Minnie Huntt en ze kregen negen kinderen. Van 1854 tot 1855 gaf Ransom les in cavalerietactiek te West Point. In 1855 werd hij eerste luitenant en van 1855 tot 1857 diende hij bij het 1e regiment cavalerie in Fort Leavenworth (Kansas). Hij nam deel aan een expeditie tegen de Sioux. De jaren daarop ronselde hij en bewaakte hij de grens in Arkansas, Kansas en Colorado en hij werd bevorderd tot kapitein.

## Amerikaanse Burgeroorlog
Bij het begin van de Amerikaanse Burgeroorlog gaf Ransom op 31 januari 1861 zijn ontslag uit het noordelijke leger en begin 1861 nam hij als kapitein dienst bij de cavalerie van North Carolina. Hij werd naar het noorden van Virginia gezonden en vocht er in kleinere schermutselingen.
Op 31 oktober 1861 werd hij kolonel van het 1e regiment cavalerie van North Carolina.
Op 26 november 1861 vocht hij in een schermutseling bij Vienna (Virginia) en daarna keerde hij terug naar North Carolina. Op 1 maart 1862 werd hij bevorderd tot brigadegeneraal en vocht hij in de Schiereilandveldtocht in de divisie van Benjamin Huger. 
In september 1862 leidde hij de brigade van North Carolina in de Marylandveldtocht.
Hij vocht in de Slag bij Harpers Ferry en de Slag bij Antietam. Op 7 november kreeg hij tijdelijk een divisie onder zijn bevel in de Slag bij Fredericksburg, waar hij de Marye's Heights met succes verdedigde. 
In januari 1863 werd Ransom met zijn brigade teruggestuurd naar North Carolina. In mei werd hiju bevorderd tot generaal-majoor en vocht hij bij Richmond (Virginia) en Oost Tennessee. In Mei 1864 verdedigde hij met een divisie onder P.G.T. Beauregard Drewry's Bluff tegen  Benjamin Butler. In de zomer leidde hij de cavalerie in de Shenandoahvallei onder bevel van  Jubal A. Early. Hij vocht in de Slag bij Monocacy en in de Slag om Fort Stevens.
In augustus 1864 werd hij van zijn commando ontheven omdat hij ziek was. Hij diende nog wat in administratieve posten en militaire rechtbanken in Kentucky en Charleston (South Carolina). Op 2 mei 1865 gaf hij zich over aan de noordelijke troepen.

## Na de oorlog
Na de oorlog was hij koerier en marshal in Wilmington (North Carolina) en dan ging hij boeren tot 1878. Hij werkte als bouwkundig ingenieur aan rivieren en havens in New Bern (North Carolina). In 1881 stierf zijn eerste vrouw en in 1884 hertrouwde hij met Katherine DeWitt Lumpkin. Ze kregen nog drie kinderen.

## Militaire loopbaan
- Cadet: 1 september 1846 - 1 juli 1850[2]
- Brevet Second Lieutenant (USA): 1 juli 1850[2]
- Second Lieutenant (USA): 9 oktober 1851[2]
- First Lieutenant (USA): 3 maart 1855[2]
- Captain (USA): 31 januari 1861[2]
- Ontslag USA: 31 januari 1861[2]
- Captain (CSA):
- Colonel (CSA): 13 oktober 1861
- Brigadier General (CSA): 1 maart 1862
- Major General (CSA): januari 1863